# يعيش يعيش (مسرحية)
مسرحية يعيش يعيش هي مسرحية لبنانية بطولة السيدة فيروز. قدمت عام 1970 على مسرح البيكاديللي.

## الشخصيات
- هيفا... فيروز
- الصياد أبو ديب... نصري شمس الدين
- الشاويش عبود افندي... وليم حسواني
- شبلي... فيلمون وهبي
- المهرب ملهب... انطون كرباج
- ام عبدو... نوال الكك
- مفلح... جوزيف ناصيف
- صالح افندي... جوزيف صقر

## اغاني المسرحية
كلها من كتابة والحان الأخوين رحباني ماعدا ليلية بترجع يا ليل التي كتبها فيلمون وهبة وانا هويت كتابة سيد درويش
1. وك يا جدي يا بو ديب
2. يا رايح عكفر حالا
3. يا شاويش الكركون
4. شادي
5. ليلية بترجع يا ليل
6. حبيتك بالصيف
7. انا هويت

## الحبكة الدراميه
انقلاب عسكري آخر يحصل في إمبراطورية ميدا، المصابة بوباء الانقلابات. ينجح الإمبراطور (ميشال نبعا) في الهروب من القصر، وبمساعدة أعوانه الموالين، تمكن من الوصول إلى دكان قريب من الحدود، يملكه بو ديب (نصري شمس الدين) الطيب، والمولع بالصيد، وتديره هيفا (فيروز) حفيدته، وهي صبية ظريفة، حاذقة، وسريعة الكلام. سمع بو ديب وهيفا من الإمبراطور الهارب قصة ملفقة، عن كونه شخص بسيط اسمه برهوم، وأنه مطلوب من الشرطة بسبب ضربه لزوجته وحماته، أملاً في إخفاء شخصيته الحقيقية. لذلك ناشدهما الاختباء في الدكان، وافقا بالطبع، وتم اختراع مهمة غسل الصحون في الدكان، بثيابه العادية، ولحيته الحليقة، كان من الصعب التيقن بأن برهوم، هو الإمبراطور المخلوع. كان برهوم غالباً ما يتحدث مع هيفا بذهن متّقد، هيفا التي كانت تؤكد أن الوقت قد حان لتغيير القوانين في البلاد، في الشكل والمضمون، وأن مفتاح نجاح أي حكم قادم، هو التحديث الذي من شأنه أن يهتم بتفاصيل الحياة اليومية. كما أصبح صديقاً للمهرّب ملهب (أنطوان كرباج) الذي هو بشكل أو بآخر نسخة حديثة لـ«روبن هود», والذي كان يهرّب لمنفعة الناس، تبادلا وجهات النظر حول القضايا الراهنة أيضاً. في أثناء ذلك، يتضح أن الحكم الانقلابي الجديد فاسد أيضاً، وغير فعال، شأنه شأن الحكم السابق. 
يقوم ملهب المهرب بالتخطيط لانقلاب آخر، والذي يؤدي في النهاية إلى الإطاحة بالحكم، كما عيّن برهوم في منصب الإمبراطور الجديد. حالما تسلّم منصبه الجديد/القديم، نسي برهوم كل وعوده وأهدافه، وقام حالاً بإرسال من يفتش دكان هيفا وجدها، للبحث عن الفارّين من النظام الانقلابي الجديد. 
يتم اعتقال هيفا وجدها في النهاية، لمنع أية محاولة إيواء أي هارب أو مطلوب، في المستقبل. 
على الرغم من كآبة هذه المسرحية، إلا أنها في الواقع مليئة بالمواقف والحواريات والتعابير الظريفة، مع أغانٍ وموسيقا رائعة. يكفي أن نذكر أنها تتضمن أغانٍ مثل: «حبيتك بالصيف», «شادي», «يا شاويش الكركون» و«ليلية بترجع يا ليل», بالإضافة إلى الحواريات الغنائية الآسرة بين هيفا وجدها المولع بالصيد. 
تنتهي المسرحية بفكرة لاذعة في أغنية تقول: «الرعيان بوادي، والقطعان بوادي», مؤكدة الاختلاف الكبير بين عالم الحاكمين، وعالم المحكومين.